# African Burial Ground National Monument
Le monument national African Burial Ground (en anglais, African Burial Ground National Monument) est un monument national américain situé dans Duane Street dans le bas de Manhattan (New York). Le monument abrite un site contenant les restes de plus de 400 Africains enterrés ici entre le XVIIe et le début du XIXe siècle. Le site fut découvert lors de la construction d'un immeuble au début des années 1990.

## Esclavage à New York
L'esclavage fut introduit par les Pays-Bas au début du XVIe siècle à La Nouvelle-Amsterdam. Les Africains arrivaient comme esclaves dans la région mais certains furent affranchis pendant la période de domination hollandaise, avant que la colonie ne soit capturée par les Anglais en 1664 et rebaptisée New York. Perth Amboy, dans l'actuelle New Jersey, était alors une zone franche très active dans le commerce d'esclaves. Au moment de la guerre d'Indépendance, il y avait environ 10 000 noirs à New York. Ils travaillaient dans de nombreuses activités, comme l'artisanat, la construction navale ou comme domestiques. Durant pratiquement tout le XVIIIe siècle, le lieu d'inhumation africain était au-delà de la frontière nord de la ville, l'actuelle Chambers Street.
New York abolit l'esclavage en 1827; Le New Jersey ne l'abolit que graduellement, substituant l'esclavage au « contrat » en 1804. Au moment de la guerre d'indépendance américaine, il y avait encore des anciens esclaves dans le New Jersey liés par un « contrat à vie ».

## Découverte et controverse
Ces restes furent découverts durant la construction d'un immeuble pour l'administration fédérale à  Foley Square en 1991. La General Services Administration (GSA), qui contrôlait le projet, arrêta la construction pour préserver correctement les restes retrouvés. Le dessin de l'immeuble de bureaux fut alors modifié pour offrir une place adéquate pour l'emplacement d'un futur mémorial. Le 19 avril 1993, le site fut désigné comme lieu historique américain.
Les historiens pensent que le site a été un lieu d'inhumation de 15 à 20 000 hommes, femmes, enfants d'origine africaine pendant une période allant du XVIIe siècle à 1812.
Le site devint une source de controverse, certains estimant que le projet de fouille proposé à l'origine n'était pas adapté, par exemple dans le traitement des ossements restés à découvert. En plus, la communauté afro-américaine de New York n'avait pas été consultée, ni aucun archéologue spécialiste de l'histoire afro-américaine. Après les protestations des membres de la communauté noire, d'hommes politiques et d'universitaires, les fouilles furent placées sous le contrôle de l'archéologue Michael Blakey et de son équipe de l'Université Howard.
Le 27 février 2006, le président George W. Bush signa la proclamation désignant le lieu comme le 123e monument national américain. Il devint le 390e lieu géré par le service américain des parcs nationaux.

## Mémorial
Après un concours regroupant 61 projets pour déterminer le design du mémorial, le choix fut fait en juin 2004 et consacré le 5 octobre 2007 lors d'une cérémonie présidée par le maire Michael Bloomberg et la poète Maya Angelou. Le mémorial en granite de huit mètres de haut fut imaginé par l'architecte américain d'origine haïtienne Rodney Leon. Le monument est surnommé L'arche du retour, référence à la porte du non retour, un des principaux lieux d'embarquement en Afrique d'esclaves vers l'Amérique, situé à Ouidah (Bénin) ou sur l'île de Gorée (Sénégal).
Le mémorial sert à présenter différentes expositions culturelles.
|  |  |

## Source
- (en) Cet article est partiellement ou en totalité issu de l’article de Wikipédia en anglais intitulé « African Burial Ground National Monument » (voir la liste des auteurs).